# Pârâul Adânc, Cracăul Alb
Pârâul Adânc este un curs de apă, afluent al râului Cracăul Alb. 

## Hărți
- Parcul Vânători-Neamț